# Wanamaker's

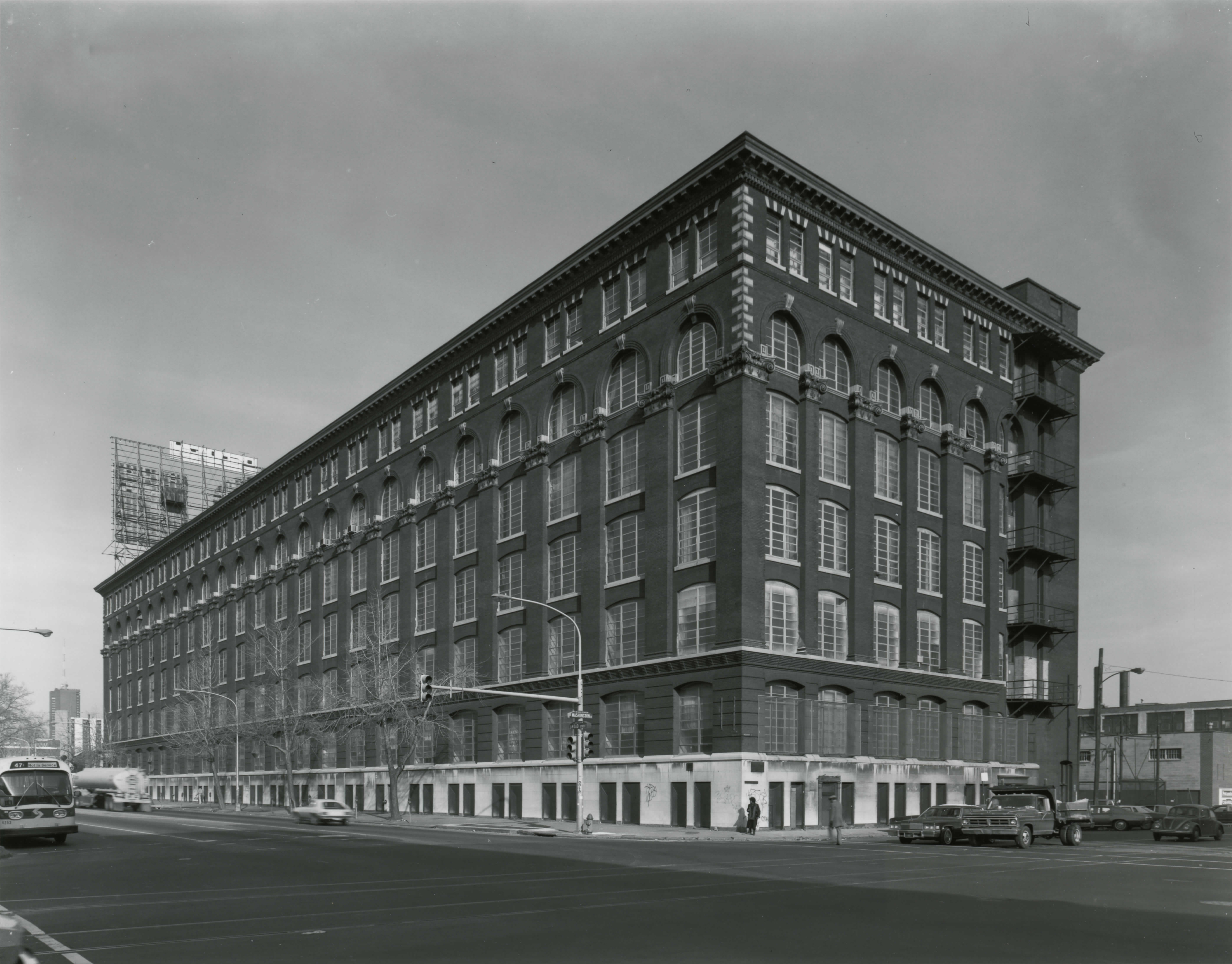
Wanamaker's

Wanamaker's byl první obchodní dům ve Filadelfii a jeden z prvních ve Spojených státech amerických. Založil ho John Wanamaker a byl proslulý svou poctivostí a inovacemi. Na svém vrcholu na počátku 20. století existovaly dva obchodní domy této značky, jeden ve Filadelfi a druhý v New Yorku, oba s velmi vysokým počtem zaměstnanců. Na konci 20. století, v době nákupních center, tvořilo řetězec Wanamaker's 16 outletů, které však byly v roce 1995 pohlceny obchodním řetězcem Hecht's (nyní Macy's).